# Marco Rossi (sessuologo)
Marco Rossi (Pavia, 13 aprile 1965) è uno psichiatra e sessuologo italiano, nonché psicoterapeuta e giornalista.

## Biografia
Nel 2001 ha contribuito alla nascita di una famosa trasmissione televisiva sulla sessualità, Loveline, su MTV Italia. È poi apparso come ospite numerose trasmissioni televisive come Buona Domenica e Matrix di Canale 5, e L'Italia sul 2 e Italia allo specchio di Rai 2. Ha partecipato su Odeon TV a Sessolosapessi, Iride ed altri programmi tv.
Per la radio ha condotto con Anna Mirabile una trasmissione radiofonica su Rai Radio 2 intitolata Eros e sentimenti. È stato ospite fisso di A qualcuno piace presto su Radio m2o e di Run Radio e  interviene in Dee Notte su Radio Deejay con Nicola Vitiello e Gianluca Vitiello.
Ha partecipato come docente alla Scuola per Genitori con la direzione scientifica di Paolo Crepet.
Dal 2017 è Responsabile Scientifico e Docente del Master di Specializzazione in Sessuologia Clinica e Consulenza di Coppia della Associazione Psicologi Lombardia e della Società Italiana di Sessuologia ed Educazione Sessuale.
È presidente della Società Italiana di Sessuologia ed Educazione Sessuale.
Nel 2012 ha partecipato con un cameo al film Com'è bello far l'amore per la regia di Fausto Brizzi.
Nel 2018 ha pubblicato per Audible Love F.A.Q., Frequently Asked Questions, in cui  risponde alle domande più frequenti in tema di sesso, amore e relazioni di coppia.

## Libri
- Loveline, ed. Baldini Castoldi Dalai
- Il piacere è conoscersi, Editore Fondazione Organon
- Ughetto racconta, ed. Baldini Castoldi Dalai
- Love F.A.Q., Frequently Asked Questions, ed. Audible

## Riviste
Collaboratore fisso di:
- Riza psicosomatica
- Di più